# 稻田藝術站
稻田藝術站（日语：／ Tamboāto eki */?）是位於青森縣南津輕郡田舍館村，弘南鐵道的弘南線車站。
此站鄰近在田舍館村中的稻田畫。鄰近第二會場道之驛田舍館（彌生之里）。
本站屬季節性車站。原則上，在12月1日至3月31日之間的冬季沒有列車停站，因此當時不可使用此站。但是在冬季於彌生之里舉行「冬天稻田藝術」活動期間，部分列車會停靠此站。
2023年初時，弘南鐵道重新為各車站月台上的看板更新，並且加入了英文、繁體中文及韓文站名，其中英文名中和式串法「Āto」改回為英文串法「Art」，另以括號方式標示另一個稱法「Paddy Field Art」，至於中文站名則命名為「稻田藝術」，隨後的車站網頁亦更改為現時名稱。

## 車站構造
採用簡易車站式建成的車站，除了建於月台上近斜道盡頭的一座有蓋候車亭外，便再沒有其他任何的車站或月台設施。
候車室的外牆被塗上白色為底並配有不同藍色線條作裝飾。

## 月台配置
側式月台一1座，月台長40米，有效長度為2輛編成，但是前往月台的無障礙通道亦十分長，將近有30米。同樣採用鋼架及塗上水泥層的鋼板所搭成。
列車靠站時，往黑石方向為右側上落，往弘前方向為左側上落。
| 路線   | 方向 | 目的地   |
| ------ | ---- | -------- |
| 弘南綫 | 上行 | 弘前方向 |
| 弘南綫 | 下行 | 黑石方向 |

## 歷史
- 2013年7月27日：車站啟用。當初預定在8月1日才啟用[5]。
- 2023年4月12日：增設車站編號[6]。

## 使用狀況
| 1日上落車人次 | 1日上落車人次 |
| 年度          | 1日平均人次   |
| ------------- | ------------- |
| 2013年        | 12            |
| 2014年        | 25            |
| 2015年        | 31            |
| 2016年        | 34            |
| 2017年        | 30            |
| 2018年        | 26            |
| 2019年        | 16            |
| 2020年        | 4             |
| 2021年        | 85            |
| 2022年        | 8             |

## 車站周邊
- 稻田畫第2會場
- 道之驛田舍館（日语：道の駅いなかだて）
- 彌生之里公園及展望塔
  - 位於道之駅田舍館內。在休息區內曾經保存了弘南鐵道黑石線的3架柴油列車（KiHa2105、KiHa2107（日语：同和鉱業キハ2100形気動車）、KiHa2230（日语：国鉄キハ20系気動車）），後來由於車輛老化而被拆毀[9]。
- 田舍館村博物館
- 國道102號（日语：国道102号）
- Wins津輕（中央競馬場場外投注站）
- 垂柳遺蹟（日语：垂柳遺跡）

## 相鄰車站
弘南鐵道
 ■弘南線
尾上高中前（KK09）－稻田藝術（KK010）－田舍館（KK11）
部分列車全年通過此站。在冬季期間，所有列車通過此站。

## 注腳
1. ↑  弘南鉄道・田んぼアート駅、27日開業 青森・田舎館 （页面存档备份，存于）（日語） - 河北新報，2013年7月16日
2. ↑  田舎館村田んぼアート （页面存档备份，存于）（日語）（2018年1月23日參閲）
3. ↑  冬の田んぼアート期間中、田んぼアート駅に停車致します 2018/02/09～12 （页面存档备份，存于）（日語）弘南鐵道官方網站（2018年1月23日參閲）
4. ↑  可比較2023年5月及9月的網頁比較
5. ↑  田んぼアート駅 7月27日開業／弘南鉄道 （页面存档备份，存于）（日語） - 陸奧新報，2013年6月26日付
6. ↑  . 弘南鉄道. 2021-04-12  [2023-02-20]. （原始内容存档于2021-05-06）.
7. ↑  国土数値情報(駅別乗降客数データ)  （页面存档备份，存于）（日語） - 國土交通省，2019年7月2日參閲
8. ↑  国土数値情報(駅別乗降客数データ)  （页面存档备份，存于）（日語） - 統計情報研究，2024年7月15日參閲
9. ↑  旧黒石線の3車両解体へ／田舎館 （页面存档备份，存于）（日語） - 東奧日報，2013年11月17日

## 外部連結
- 稻田藝術站 （页面存档备份，存于）（日語） （各站資訊） - 弘南鐵道
- 速報!祝開業「稻田藝術站」! （页面存档备份，存于）（日語） - 弘南鐵道資訊Blog